# Piața Financiară (revistă)
Piața Financiară este o revistă de economie din România, înființată în anul 1995.
Este deținută de trustul de presă Finmedia.